# Avondance
Avondance ist eine französische Gemeinde mit 33 Einwohnern (Stand 1. Januar 2022) im Département Pas-de-Calais in der Region Hauts-de-France. Sie gehört zum Arrondissement Montreuil und zum Kanton Fruges.

## Lage
Die Gemeinde Avondance liegt im Artois, 14 Kilometer nördlich von Hesdin. Am Ostrand der Gemeinde verläuft die Fernstraße D 928 von Saint-Omer nach Abbeville. Nachbargemeinden von Avondance sind Ruisseauville im Norden und Osten,  Azincourt im Südosten sowie Planques im Süden und Westen.

## Bevölkerungsentwicklung
| Jahr                       | 1962 | 1968 | 1975 | 1982 | 1990 | 1999 | 2006 | 2014 | 2022 |
| Einwohner                  | 51   | 44   | 42   | 36   | 32   | 32   | 35   | 41   | 33   |
| Quellen: Cassini und INSEE |      |      |      |      |      |      |      |      |      |

## Sehenswürdigkeiten

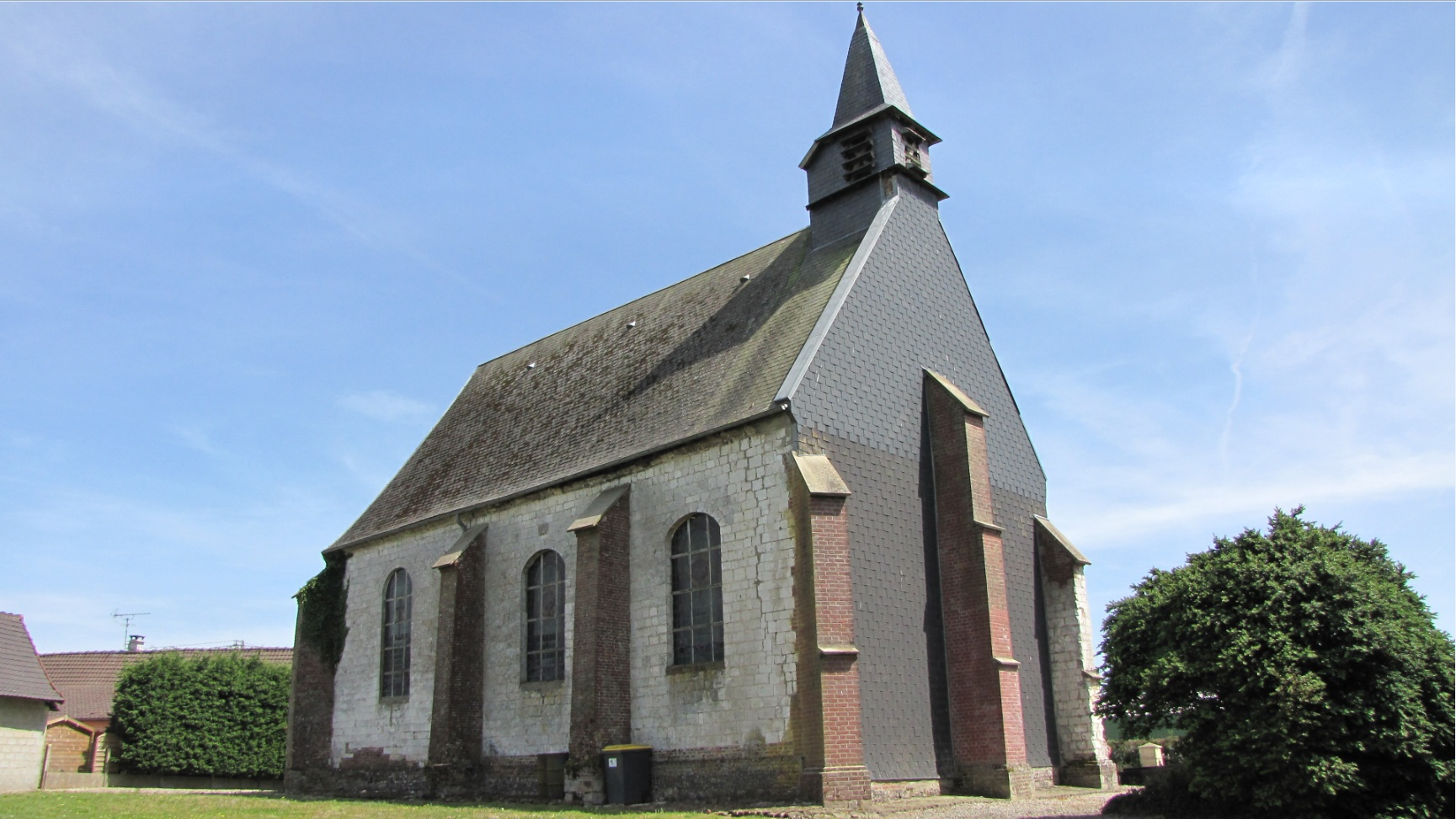
Kirche Saint-Nicolas

- Kirche Saint-Nicolas